# Antitesens surrealisme
Antitesens surrealisme er en kortfilm instrueret og med manuskript af Heini Grünbaum.

## Handling
En kortfilm som er en 12-minutters sekvens fra originaldrejebogen ANTITESENS SURREALISME. Nærmere betegnet optagelse 59-63. Indeholdende en persons livssyn, filosofi, med tunge dialoger.